# داي إيفانز (لاعب كرة قدم)
داي إيفانز (بالإنجليزية: Dai Evans)‏ هو لاعب كرة قدم بريطاني في مركز حراسة المرمى، ولد في 19 يونيو 1934 في كولوين باي في المملكة المتحدة. لعب مع نادي كرو ألكساندرا.